# 吕宋水锦树
吕宋水锦树（学名：Wendlandia luzoniensis）为茜草科水锦树属下的一个种。

## 扩展阅读
- 維基物種上的相關：吕宋水锦树